# WNT2B
WNT2B (англ. Wnt family member 2B) – білок, який кодується однойменним геном, розташованим у людей на короткому плечі 1-ї хромосоми.  Довжина поліпептидного ланцюга білка становить 391 амінокислот, а молекулярна маса — 43 770.
| 10         |  | 20         |  | 30         |  | 40         |  | 50         |
| ---------- |  | ---------- |  | ---------- |  | ---------- |  | ---------- |
| MLRPGGAEEA |  | AQLPLRRASA |  | PVPVPSPAAP |  | DGSRASARLG |  | LACLLLLLLL |
| TLPARVDTSW |  | WYIGALGARV |  | ICDNIPGLVS |  | RQRQLCQRYP |  | DIMRSVGEGA |
| REWIRECQHQ |  | FRHHRWNCTT |  | LDRDHTVFGR |  | VMLRSSREAA |  | FVYAISSAGV |
| VHAITRACSQ |  | GELSVCSCDP |  | YTRGRHHDQR |  | GDFDWGGCSD |  | NIHYGVRFAK |
| AFVDAKEKRL |  | KDARALMNLH |  | NNRCGRTAVR |  | RFLKLECKCH |  | GVSGSCTLRT |
| CWRALSDFRR |  | TGDYLRRRYD |  | GAVQVMATQD |  | GANFTAARQG |  | YRRATRTDLV |
| YFDNSPDYCV |  | LDKAAGSLGT |  | AGRVCSKTSK |  | GTDGCEIMCC |  | GRGYDTTRVT |
| RVTQCECKFH |  | WCCAVRCKEC |  | RNTVDVHTCK |  | APKKAEWLDQ |  | T          |

A: Аланін

C: Цистеїн

D: Аспарагінова кислота

E: Глутамінова кислота

F: Фенілаланін

G: Гліцин

H: Гістидин

I: Ізолейцин

K: Лізин

L: Лейцин

M: Метіонін

N: Аспарагін

P: Пролін

Q: Глутамін

R: Аргінін

S: Серин

T: Треонін

V: Валін

W: Триптофан

Кодований геном білок за функцією належить до білків розвитку. 
Задіяний у такому біологічному процесі як сигнальний шлях Wnt. 
Локалізований у позаклітинному матриксі.
Також секретований назовні.